# 盖塔人

历史上与盖塔人关联最为密切的区域，在多瑙河口附近以红点表示。

蓋塔人（英語：Getae 或 Gets）是源自色雷斯人的古老族群，居住在多瑙河下游地區的河岸和附近的平原地區。蓋塔人首次出現於公元前6世紀，受斯基泰人影響，被稱為熟練的弓箭手和扎爾莫西斯神（英語：Zalmoxis）的信徒。他們某任國王的女兒於公元前342年與馬其頓腓力二世結為夫妻；七年後，馬其頓人在腓力二世之子亞歷山大大帝領導下，越過多瑙河並燒毀他們的首都。他們的技術受公元前4世紀和3世紀凱爾特人入侵影響。公元前1世紀，在布雷比斯塔斯（英語：Burebistas）國王的統治下，蓋塔人和附近的達契亞人形成一個強大但短暫的國家。到下個世紀中葉，當羅馬帝國控制多瑙河下游地區時，數千名蓋塔人流離失所；不久後，有關蓋塔人的歷史紀錄就不再出現。後來，有作者將哥德人與他們混淆。
蓋塔人和達契亞人關係密切。一些歷史學家甚至認為，這些是不同觀察者或在不同時間對單一民族使用的名稱。

## 參看
- 斯韋什塔里的色雷斯人墓